# Chrysopera
Chrysopera là một chi bướm đêm thuộc họ Noctuidae.

## Các loài
- Chrysopera combinans Walker, 1858